# Бре сир Авр
Бре сир Авр (фр. Breux-sur-Avre) је насељено место у Француској у региону Горња Нормандија, у департману Ер.
По подацима из 2011. године у општини је живело 364 становника, а густина насељености је износила 51,41 становника/km².

## Демографија
| 1962. | 1968. | 1975. | 1982. | 1990. | 2011. |
| ----- | ----- | ----- | ----- | ----- | ----- |
| 234   | 198   | 201   | 208   | 218   | 364   |